# Stefan Arngrim
Stefan Arngrim (Toronto, 23 de dezembro de 1955), às vezes creditado como Stephan Arngrim, é um ator e músico canadense.

## Biografia
Ele é talvez mais conhecido por seu papel como Barry Lockridge na série de televisão Terra de Gigantes de Irwin Allen, que foi ao ar de 1968 a 1970. Arngrim nasceu em Toronto, Ontário, Canadá, filho da atriz Norma MacMillan e Thor Arngrim. Ele é o irmão mais velho da atriz Alison Arngrim, que alegou que a molestava regularmente durante sua infância.  Há rumores de que o próprio Stephen foi molestado por um assessor de imprensa e um fotógrafo dos 12 aos 16 anos.

## Filmografia
- 2010 – The A-Team – Crazy Howard Little
- 2011 - Bringing Ashley Home - Dealer
- 2010 – Concrete Canyons – Decker
- 2009 - Angel and the Bad Man - Gamble
- 2008 - The Secrets of Pine Cove - Eugene Fritts
- 2006 – Unnatural & Accidental – Hotel Clerk
- 2005 – The Fog – Compadre de Blake
- 2004 – The Final Cut – Oliver
- 2004 – The Life – Ed Nivens
- 2005 – Quase Virgem – Motorista de ônibus
- 1997 - Misbegotten - Conan Cornelius
- 1995 – Someone To Die For – Lazarro
- 1995 – Strange Days – Skinner
- 1985 – The Orkly Kid – The Orkly Kid
- 1982 – Class of 1984 - Drugstore
- 1981 – Fear No Evil – Andrew Williams
- 1980 – Getting Wasted – Charlie
- 1969 – Silent Night, Lonely Night – Jerry Johnson
- 1967 – The Way West – William J. Tadlock Jr.

## Televisão
- 2015 - Fargo - The Bank
- 2015 - Minority Report - Homem sem olhos
- 2014 – Arrow
- 2011 - The Killing - Monty
- 2009 – V – Roy
- 2010 – Caprica – Amphead
- 2010 - Supernatural - Redcap
- 2009 – Fringe – O dono da loja
- 2007 - Battlestar Galactica: Razor - Homem cativo
- 2004 – Earthsea – Shire Reeve
- Flash Gordon
- Da Vinci's Inquest (2 episódios)
- Dead Like Me
- Cold Squad
- UC: Undercover
- Special Unit 2
- Seven Days
- Call of the Wild
- The Crow: Stairway to Heaven
- Millennium (2 episódios)
- Dead Man's Gun
- Viper
- Police Academy: The Series
- Poltergeist: The Legacy
- Arquivo X (2 episódios)
- The Sentinel
- Highlander
- The Private Tapes of Sev Banin
- Carro Comando
- Police Story
- Switch
- The Smith Family
- Terra de Gigantes – Series regular
- Here Come the Brides
- Dragnet
- The Virginian
- Gunsmoke
- Cyrano DeBergerac
- The Defenders
- Search for Tomorrow
- T.H.E. Cat
- Combat! – Gulliver episode